# Убийство командора
Убийство командора (яп. 騎士団長殺し, по Поливанову: Кисидантё: гороси) — роман японского писателя Харуки Мураками, опубликованный в 2017 году. Роман вышел в двух частях: «Возникновение замысла» (顕れるイデア編, Араварэру идеа хэн) и «Ускользающая метафора» (遷ろうメタファー編, Уцуроу метафа: хэн) в издательстве Синтёся (яп. 株式会社新潮社 Кабусики-гайся Синтё: ся).
Первое издание в Японии вышло тиражом 1,3 млн экземпляров.
Автор перевода на русский язык — Андрей Замилов. В России роман выпущен издательством «Эксмо» в двух книгах в 2019 году.

## Сюжет
Брошенный любимой женой герой-рассказчик, безымянный художник-портретист, переезжает в уединенный домик на горе. Домик этот принадлежит его другу и однокашнику, а прежде в нем жил отец нынешнего владельца — знаменитый художник, работавший в традиционном японском стиле «нихонга». После неторопливой и обстоятельной раскачки, занимающей двести с лишним страниц, в жизни героя почти синхронно происходят два важных события: во-первых, на чердаке он находит тщательно упакованную картину прежнего хозяина, на которой тот запечатлел сцену убийства Командора Дон Жуаном. А во-вторых, пристальный и, похоже, не вполне бескорыстный интерес к герою начинает проявлять сосед, живущий на соседнем холме — эксцентричный богач с белоснежной шевелюрой. 
С этой точки темп повествования резко ускоряется. На мистические загадки (разобрав древнюю каменную пирамиду возле своего дома и вскрыв расположенный под ней склеп, герой впускает в мир нечто непостижимое, темное и опасное) наслаиваются загадки из далекого прошлого. Так, прежде, чем перейти к традиционной японской живописи, бывший хозяин дома работал в европейском стиле и прямо перед войной стажировался в Вене. Однако позже он поменял не только свою художественную манеру, но и образ жизни. Из дерзкого бонвивана он в одночасье превратился в угрюмого отшельника, и ключ к этой метаморфозе, похоже, скрыт в странной картине, найденной на чердаке. Понемногу в общую мелодию вплетается мотив душещипательной семейной драмы (седовласый сосед подозревает, что проживающая неподалеку девочка — на самом деле его дочь), затем звучит тема триллера (девочка исчезает при странных обстоятельствах), а под самый конец герою придется провалиться в другой мир и претерпеть испытание в лучших традициях не то Нила Геймана, не то Льюиса Кэрролла. 